# Абу, Мохаммед
Моха́ммед Абу́ (англ. Mohammed Abu; 14 ноября 1991, Аккра, Гана) — ганский футболист, полузащитник клуба «Сан-Антонио».

## Карьера

### Клубная
Мохаммед Абу начинал карьеру в «Спортинге» из Аккры. 31 августа 2010 года подписал контракт с английским футбольным клубом «Манчестер Сити». Он был немедленно отдан в аренду норвежскому клубу «Стрёмсгодсет», где дебютировал в большом футболе. 29 июня 2011 аренда была продлена до декабря 2011 года.
В октябре 2011 года Абу подписал новый контракт с «Манчестер Сити», рассчитанный до июня 2014 года. В январе 2012 года он присоединился к немецкому «Айнтрахт» (Франкфурт). Не сыграв ни одного матча за новый клуб, вернулся в «Стрёмсгодсет» в конце марта. 19 мая он отметился дублем матче с «Фредрикстадом».
В августе 2012 года был отдан в аренду в испанский клуб «Райо Вальекано».
1 февраля 2013 года присоединился на правах аренды к клубу французской Лиги 1 «Лорьян».
2 сентября 2013 года был отдан в аренду клубу датской Суперлиги «Орхус».
21 февраля 2014 года Абу перешёл в «Стрёмсгодсет» на постоянной основе, подписав четырёхлетний контракт.
24 января 2017 года Абу перешёл в клуб MLS «Коламбус Крю». В американской лиге дебютировал 4 марта 2017 года в матче стартового тура сезона против «Чикаго Файр».
10 августа 2018 года вернулся в Норвегию, отправившись в аренду на оставшуюся часть года в клуб «Волеренга». 4 октября 2018 года перешёл в «Волеренгу» на постоянной основе.
2 марта 2020 года вернулся в MLS, перейдя в «Ди Си Юнайтед» на правах аренды с опцией выкупа. За вашингтонский клуб дебютировал 21 августа 2020 года в матче против «Цинциннати», выйдя на замену в концовке. 19 сентября 2020 года в матче против «Торонто» порвал внутреннюю боковую связку и мениск левого колена, вследствие чего был вынужден досрочно завершить сезон. По окончании сезона 2020 «Ди Си Юнайтед» не стал выкупать Абу.
19 июля 2021 года Абу подписал контракт с клубом Чемпионшипа ЮСЛ «Сан-Антонио». Дебютировал за «Сан-Антонио» 21 июля 2021 года в матче против «Нью-Мексико Юнайтед». 22 декабря 2021 года Абу заключил новый многолетний контракт с «Сан-Антонио». 25 марта 2023 года в матче против «Колорадо-Спрингс Суитчбакс» забил свой первый гол в Чемпионшипе ЮСЛ.

### В сборной
Абу дебютировал в составе сборной Ганы в октябре 2011 года, в матче против сборной Нигерии, который завершился вничью.

## Достижения
«Стрёмсгодсет»
- Обладатель Кубка Норвегии: 2010